# Челозеро (озеро, Лоухский район)
Челозеро — пресноводное озеро на территории Амбарнского сельского поселения Лоухского района Республики Карелии.

## Общие сведения
Площадь озера — 1,4 км², площадь водосборного бассейна — 372 км². Располагается на высоте 75,4 метров над уровнем моря.
Форма озера лопастная, продолговатая: оно почти на пять километров вытянуто с запада на восток. Берега изрезанные, каменисто-песчаные, преимущественно возвышенные.
Через озеро течёт река Верхняя Куземка, впадающая в Пильдозеро, через которое протекает река Воньга, впадающая, в свою очередь, в Белое море.
С южной стороны в озеро впадает протока, вытекающая из Желтозера.
В озере расположено не менее трёх небольших безымянных островов.
Вдоль южного берега озера проходит автодорога местного значения. У западной оконечности озера проходит трасса Р21 («Кола»).
Населённые пункты вблизи водоёма отсутствуют.
Код объекта в государственном водном реестре — 02020000711102000003504.